# Erik Dahlin
Erik Axel Dahlin (sinh ngày 28 tháng 4 năm 1989) là một cầu thủ bóng đá người Thụy Điển thi đấu cho IFK Göteborg ở vị trí thủ môn. Anh là em trai của thủ môn Malmö FF Johan Dahlin.